# 스탠크리크구

스탠크리크 구의 위치

스탠크리크구(영어: Stann Creek District)는 벨리즈 남동부에 위치한 구로 행정 중심지는 당그리가이며 면적은 2,176km2, 인구는 32,166명(2010년 기준)이다.